# Cellarinella nutti
Cellarinella nutti är en mossdjursart som beskrevs av Rogick 1956. Cellarinella nutti ingår i släktet Cellarinella och familjen Sclerodomidae. Inga underarter finns listade i Catalogue of Life.